# Daewoo K3
La Daewoo K3 es una metralladora lleugera de Corea del Sud. És una arma indígena de Corea del Sud, ja que ha estat dissenyada i produïda en Corea del Sud únicament. Ha sigut dissenyada per la companyia Daewoo per ordre de l'Agència de Desenvolupament de Defensa de Corea del Sud seguint la linea d'armes (tant fusell com pistoles) de la Daewoo K1 o la Daewoo K2. És produïda actualment per S&T Motiv, abans S&T Daewoo. La K3 és capaç de poder disparar tant la munició de 5,56×45mm NATO i la de calibre .223 Remington, igual que el fusell d'assalt K2. La metralladora lleugera K3 va entrar en servei en 1989, substituint a l'antiga i quasi obsoleta metralladora lleugera americana M60, per a les tropes de front.

## Descripció

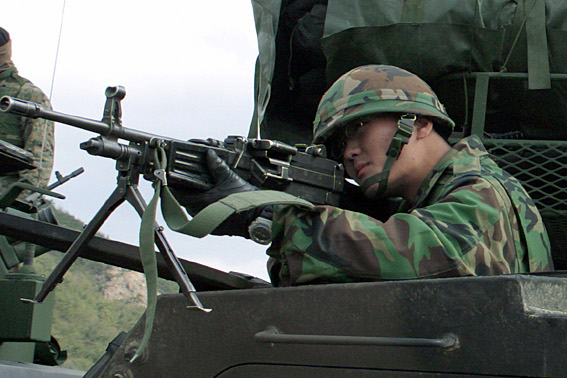
Un soldat de Corea del Sud amb una Daewoo K3 en març de 2004.

La K3, és una metralladora lleugera, molt semblant a la FN Minimi, i utilitza la munició de 5,56×45mm NATO, encara que també pugui utilitzar altres. Alguns dels seus principals avantatges, és el seu pes lleuger comparat amb la M60, i que la seva munició pot ser intercanviada entre la K1A i la K2. El carregador que utilitza sol ser una cinta de 200 bales, encara que a vegades s'utilitza el carregador lateral de 30 bales. També té un carregador lateral de 70 bales, encara que és molt estrany de veure’l. Sol ser utilitzada per dispara des d'un bípede que ja porta incorporada, com a arma automàtica d'esquadra, o des d'un trípode, com a arma de suport allargat.

## Variants
- XK3: Prototip experimental.
- K3: Versió estàndard i produïda en massa.
- K3Para: Versió reduïda de la K3 amb algunes modificacions menors.